# 锥头麻属
锥头麻属（学名：Poikilospermum）是荨麻科下的一个属，为攀援灌木植物。该属共有20种，产自喜马拉雅东部至马来西亚。